# Seeka
Seeka  är ett politiskt parti i Surinam.
I parlamentsvalet den 25 maj 2005, var Seeka Seeka en del av valalliansen A-kombinationen som numera är en del av landets koalitionsregering, tillsammans med Nya Fronten.